# باوئرباخ (ماربورگ)
باوئرباخ (به آلمانی: Bauerbach) یک منطقهٔ مسکونی در آلمان است که در ماربورگ واقع شده‌است. باوئرباخ ۱٬۶۱۱ نفر جمعیت دارد.